# Chalcides chalcides
El eslizón común (Chalcides chalcides) es una especie de reptil de la familia Scincidae que habita al norte y sur del Mediterráneo. Al norte ocupa el sureste de Francia, Italia (incluyendo Sicilia, Cerdeña y Elba), y al sur aparece en Argelia, Libia, Marruecos y Túnez.
Es una especie común, se encuentra generalmente en zonas soleadas con vegetación densa (por lo general hierba de hasta 40 cm de altura), pero también se pueden encontrar en zonas áridas.
Alcanzan los 48 cm de longitud, de los cuales la cola constituye aproximadamente tres quintas partes. Su cuerpo es largo y con forma de serpiente, por lo general de color entre marrón y oliva con 9-11 rayas oscuras en el dorso. Tiene tres dedos en cada una de las patas, que aparecen muy reducidas. Son activos durante el día y se alimentan principalmente de insectos. Son ovovivíparos.
Su población está disminuyendo lentamente, pero tiene cierta tolerancia a la alteración del hábitat.[cita requerida]